# Synopsys
Synopsys er en amerikansk elektronisk design automatiserings-virksomhed, der fokuserer på siliconedesign og verifikation, siliconeimmaterialret og computersikkerhed og kvalitet. Produkterne inkluderer logisk syntese, adfærdssyntese, place and route, statisk tidsanalyse, formel verificering, hardwarebeskrivelsessprog (SystemC, SystemVerilog/Verilog, VHDL) simulatorer og transistor-niveau kredsløbssimulation. Simulatorerne inkluderer udvikling og fejlfindingsmiljøer, der hjælper med design af integrerede kredsløb og computersystemer. Synopsys tilbyder også test af sikkerhedsapplikationer. Deres teknologier benyttes i selvkørende biler, kunstig intelligens og internet of things.
Synopsys blev etableret af Aart de Geus og David Gregory i 1986 i Research Triangle Park, North Carolina.